# Veltrusy
Veltrusy là một thị trấn thuộc huyện Mělník, vùng Středočeský, Cộng hòa Séc.